# Kamienica „Jasny Dom” w Krakowie
Jasny Dom – zabytkowa kamienica znajdująca się w Krakowie w dzielnicy I na rogu ulic Biskupiej 2 oraz Łobzowskiej 11, na Piasku.

## Historia
Kamienica została wzniesiona w 1909 roku według projektu Jana Zawiejskiego, jako jego dom własny. Architekt plany, które zatwierdzono reskryptem z 20 lipca 1909 roku przygotował podczas pobytu w Zakopanem. Prace budowlane wykonała firma Juliana Grabowskiego. Na początku 1910 roku budynek został podłączony do miejskiego wodociągu, a 7 października 1910 roku właściciel uzyskał zgodę na montaż windy wiedeńskiej firmy Wertheim i ska. W portalu umieszczono nazwę Jasny Dom, a między oknami 1 i 2 piętra kartusze z inicjałami właścicieli: Jan, Małgorzata (żona architekta) i Wanda (córka).  Po zbudowaniu była to najnowocześniejsza kamienica w Krakowie.
W 1933 roku kamienica została sprzedana małżeństwu Regenstreifów, którzy zaczęli prowadzić w niej sklep z porcelaną. Regenstreifowie byli Żydami, którzy uciekli z Krakowa w 1939 roku, krótko przed wybuchem II wojny światowej. Udało im się dotrzeć do Rumunii, gdzie zmarli w latach 40. i 60..
W czasie okupacji niemieckiej kamienica została przejęta przez Gestapo, które urządziło w niej swoją siedzibę. Po zakończeniu wojny budynek został przekazany Milicji Obywatelskiej. Kamienica nie była remontowana do końca XX wieku, co doprowadziło do jej znacznego zniszczenia. Dopiero w 2005 roku, dzięki prośbom mieszkańców i kuratora spadku po Regenstreifach, Barbary Zarzyckiej-Rzeźnik, rozpoczęto prace renowacyjne. Wymieniono instalacje, wyremontowano klatkę schodową, dach i elewację, zgodnie z zaleceniami konserwatora zabytków.
W 2014 roku, po zakończeniu remontu, do krakowskiego sądu zgłosił się mężczyzna będący obywatelem Rumunii, który twierdził, że jest spadkobiercą rodziny Regenstreifów. Przedstawił dokumenty, które miały rzekomo potwierdzać jego pokrewieństwo z Dorą Regenstreif. Jednak zarówno kurator spadku, jak i mieszkańcy kamienicy, wyrazili wątpliwości co do autentyczności tych dokumentów i podejrzewali próbę oszustwa. Do 2019 roku sprawa nie została ostatecznie wyjaśniona.
Kamienica została wpisana do rejestru zabytków nieruchomych 10 marca 1975, figuruje także w gminnej ewidencji zabytków i podlega ochronie konserwatorskiej.

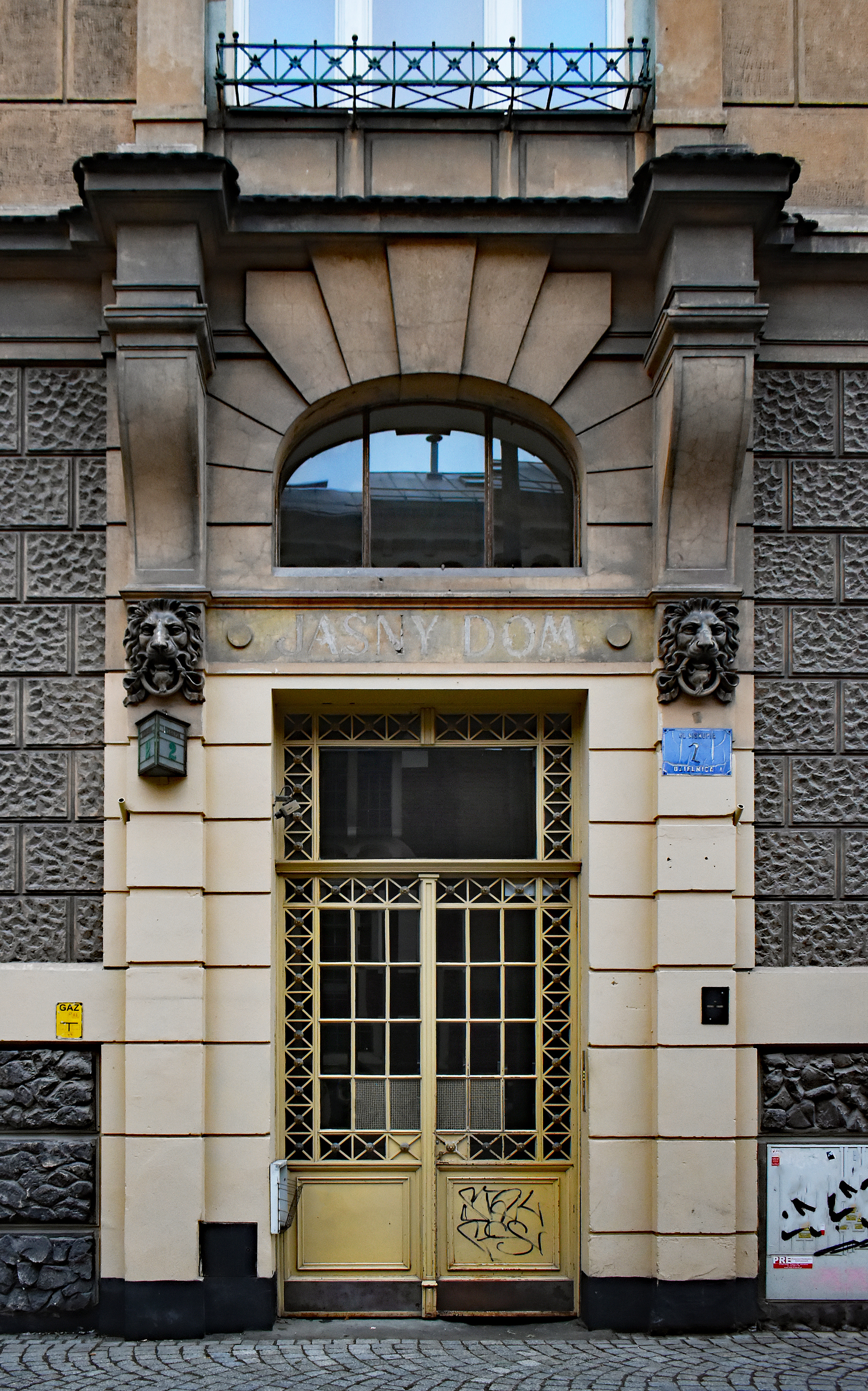
Brama wejściowa od ul. Biskupiej
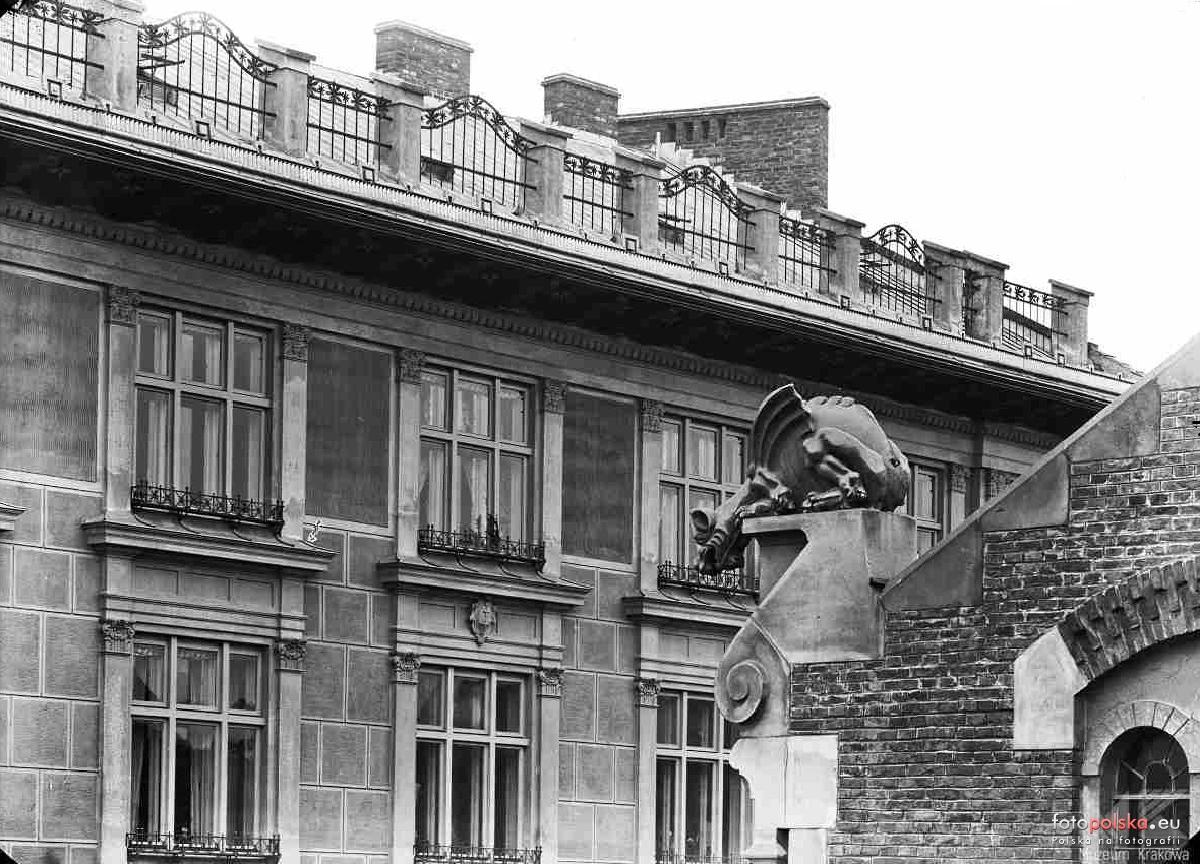
Fragment kamienicy, 1920